# Muzeum Archeologiczne w Heraklionie
Muzeum Archeologiczne w Heraklionie – muzeum starożytności znajdujące się w Heraklionie na Krecie. Jest największym muzeum gromadzącym eksponaty z wykopalisk na wyspie i drugim pod względem wielkości greckim zbiorem antycznych pamiątek i wykopalisk (po Narodowym Muzeum Archeologicznym w Atenach).

## Historia placówki
Muzeum powstało w 1900 na bazie kolekcji lokalnego Towarzystwa Przyjaciół Edukacji (Philekpaideutikos Syllogos), której początek sięgał 1883. Obecnie zbiory znajdują się w nowoczesnym, antysejsmicznym budynku wybudowanym w latach 1937–1940 według projektu architekta Patroklosa Karantinosa w miejscu, gdzie wcześniej stał wenecki, rzymskokatolicki klasztor pw. św. Franciszka, zniszczony przez trzęsienie ziemi w 1856. Po II wojnie światowej muzeum otworzyło swoje zbiory dla publiczności w 1952.

## Rozmieszczenie i zakres zbiorów
Ekspozycja muzeum obejmuje 20 sal, w których prezentowane są eksponaty pochodzące od czasów neolitycznych do okresu rzymskiego.
- Sala I – neolit (7000-3500 p.n.e.) i okres przedpałacowy.
- Sala II – okres starszych pałaców (1900-1800 p.n.e.).
- Sala III – okres starszych pałaców i pałac w Fajstos (1900-1700 p.n.e.).
- Sala IV – okres młodszych pałaców (1700-1450 p.n.e.) oraz pałace w Knossos, Fajstos i Malii.
- Sala V – pałac w Knossos (1500-1450 p.n.e.).
- Sala VI – nekropolie w Knossos, Fajstos i Malii (1450-1300 p.n.e.).
- Sala VII – wille i domy w Vathypetro, Nirou, Tylissos i Amnissos, Arkalochori, Psychro i Patsos oraz nekropolie w Malii, Molchos, Gourni i Episkopi (1700-1450 p.n.e.).
- Sala VIII – pałac w Kato Zakros (1700-1450 p.n.e.).
- Sala IX – okres nowych pałaców we wschodniej Krecie; Palaiokastro, Psira, Gournia, Piskokephalo, Mochlos i Myrtos.
- Sala X – okres popałacowy (1450-1100 p.n.e.).
- Sala XI – okresy: subminojski, protogeometryczny i wczesnogeometryczny (1100-800 p.n.e.).
- Sala XII – okresy: wysokogeometryczny i orientalistyczny (800-650 p.n.e.).
- Sala XIII – sarkofagi minojskie.
- Sala XIV – freski minojskie.
- Sala XV – freski minojskie.
- Sala XVI – freski minojskie.
- Sala XVII – zbiory Giamalakis (Jiamalaki).
- Sala XVIII – drobne wyroby z okresów: archaicznego, klasycznego i rzymskiego (VII-IV w. p.n.e.).
- Sala XIX – rzeźba (650-550 p.n.e.).
- Sala XX – gliptyka z okresów: klasycznego, hellenistycznego i rzymskiego (V-IV w. p.n.e.).

## Galeria

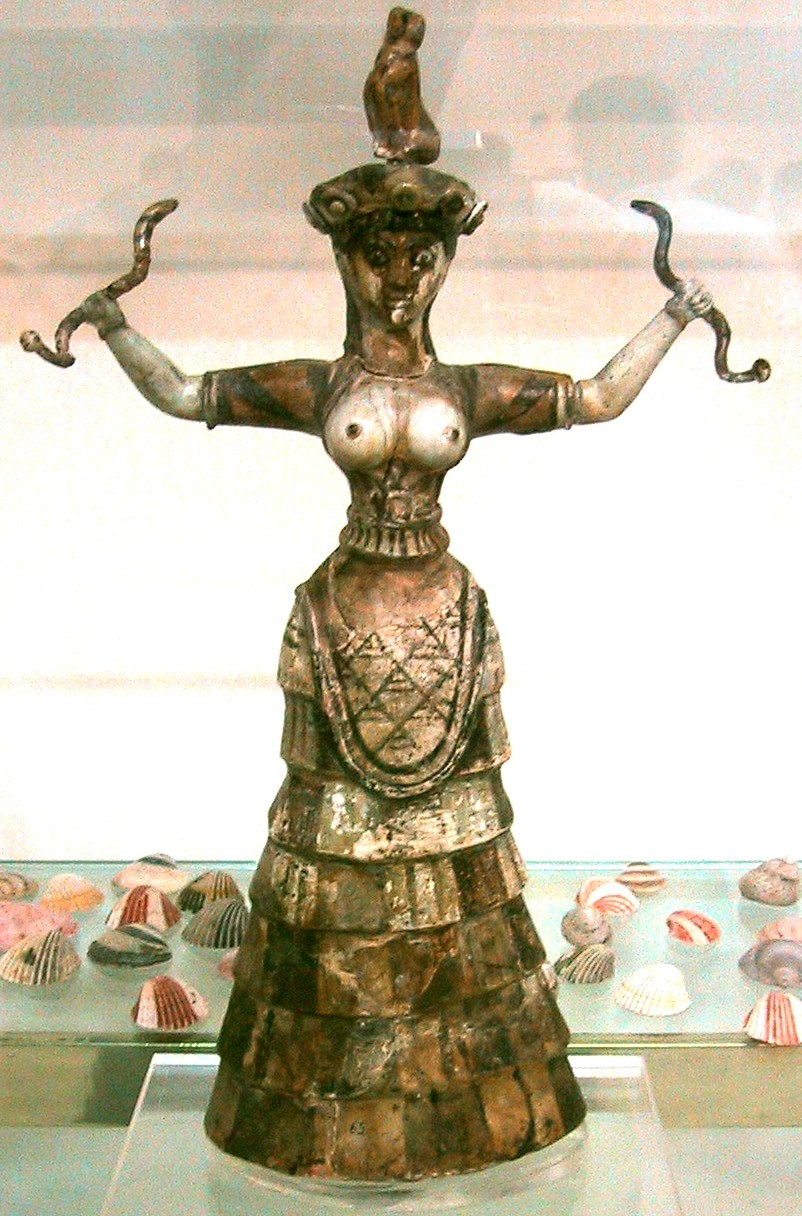
Bogini z wężami (1700-1450 p.n.e.) – sala IV muzeum
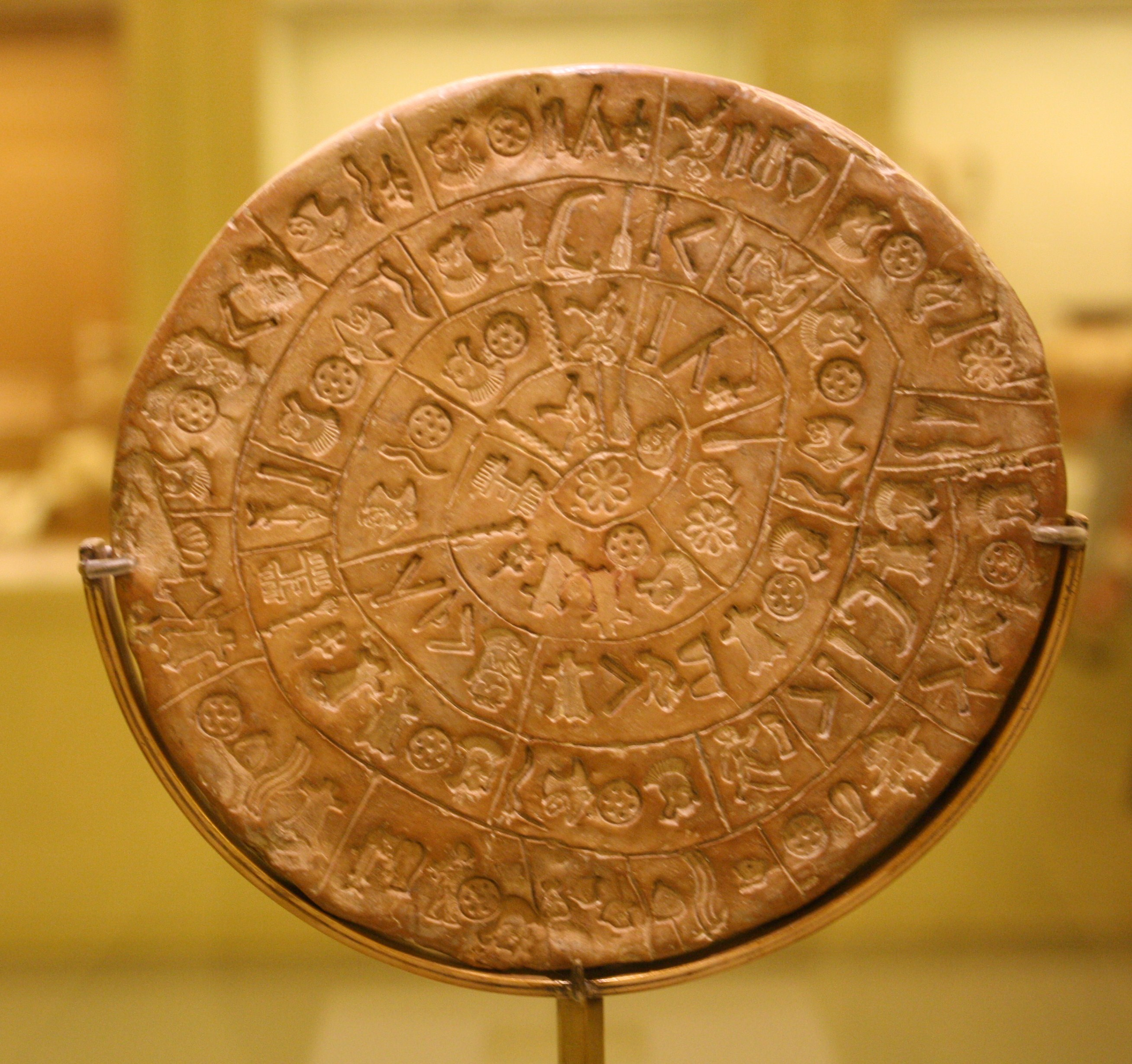
Dysk z Fajstos (1650-1600 p.n.e.) – sala III
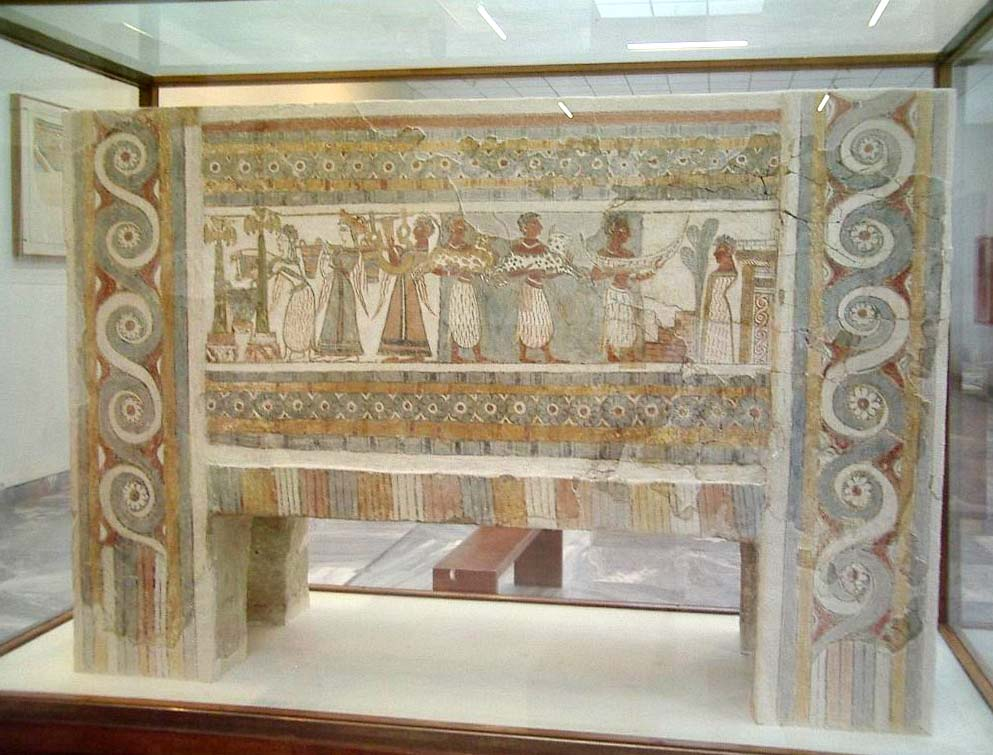
Polichromowany sarkofag z Hagia Triada (1600-1450 p.n.e.) – sala XIV
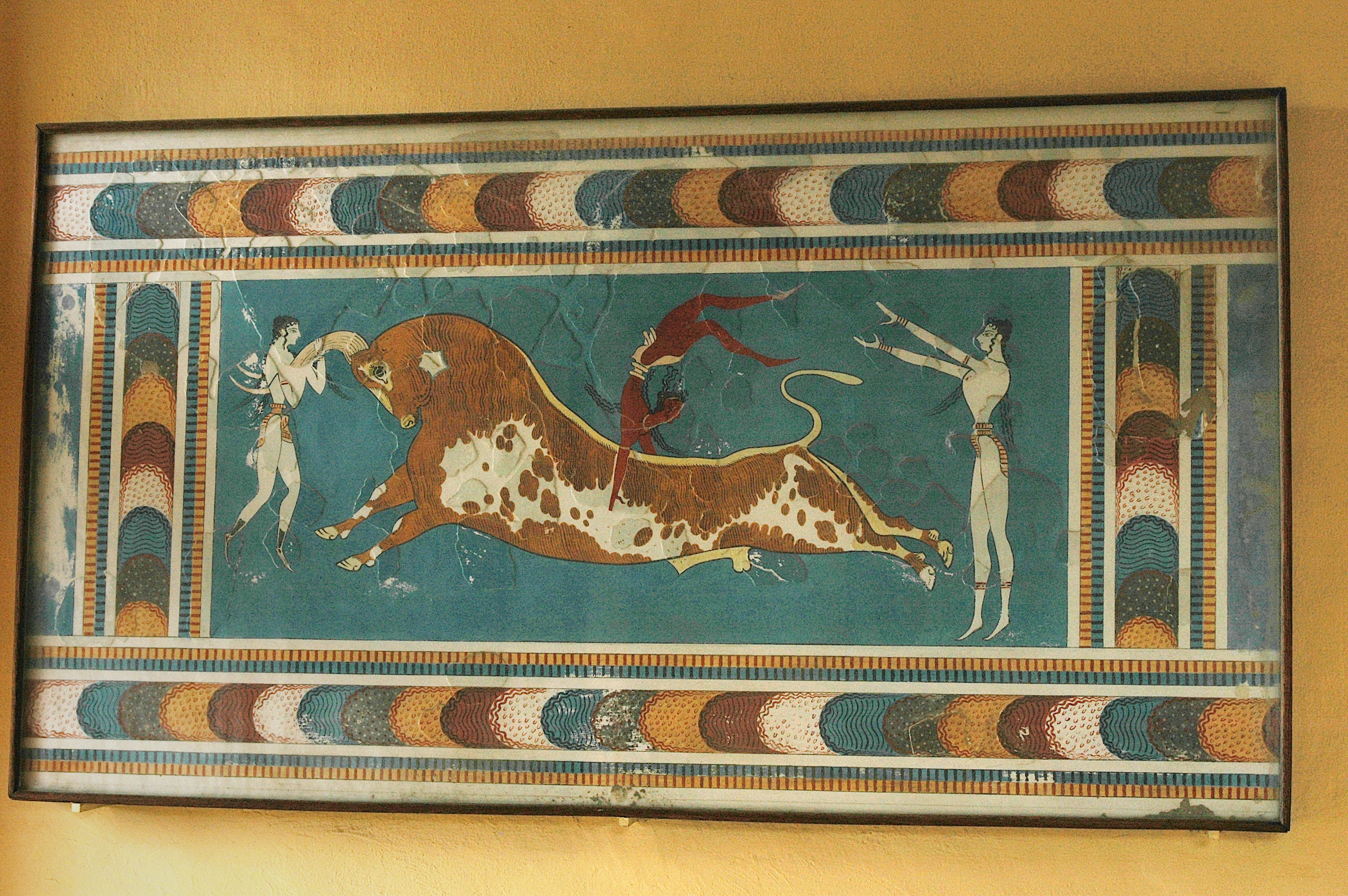
Tauromachia, fresk z Knossos (1600-1450 p.n.e.)
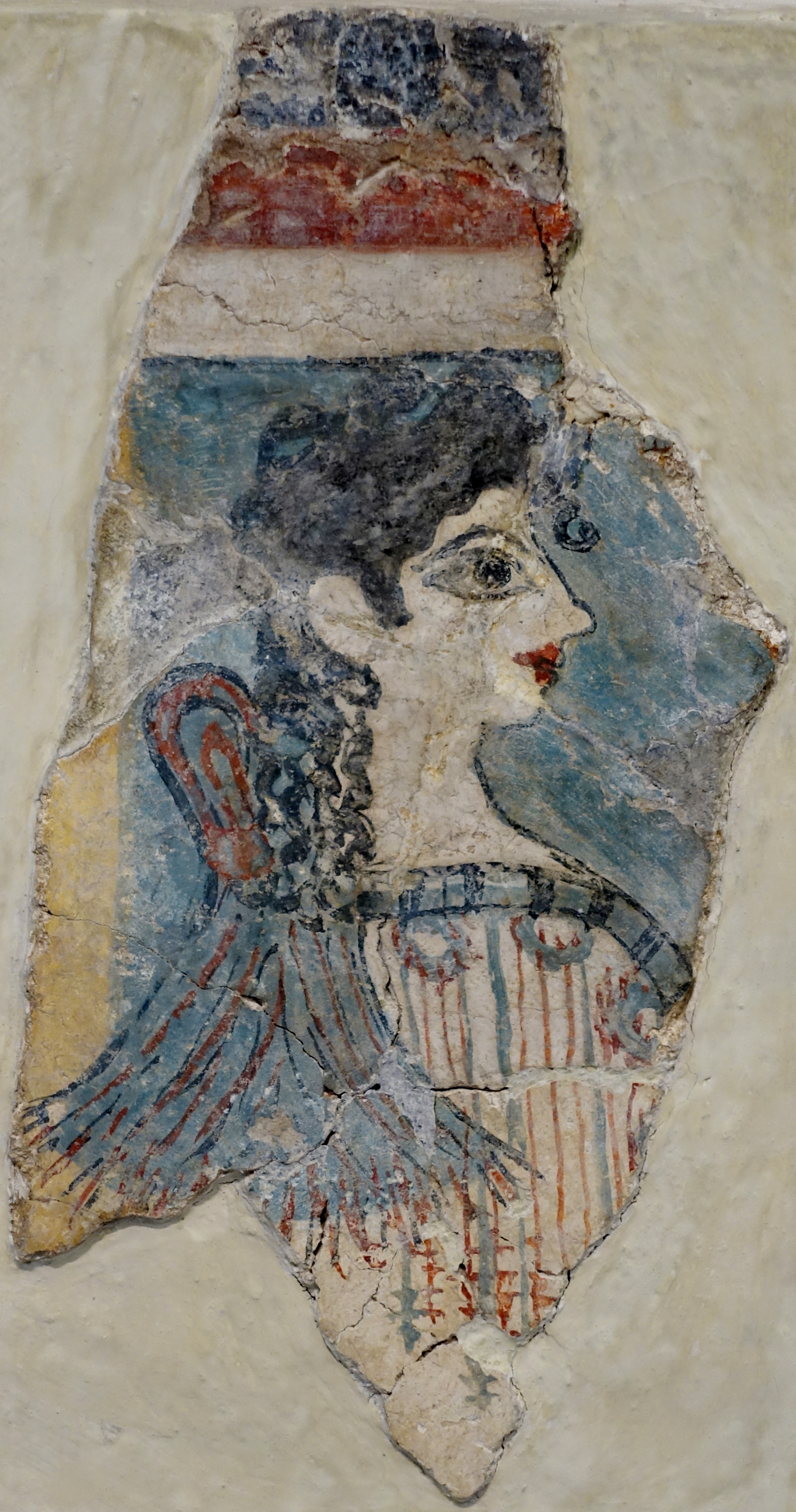
Paryżanka, fresk z pałacu w Knossos (połowa XV w. p.n.e.) – sala XV
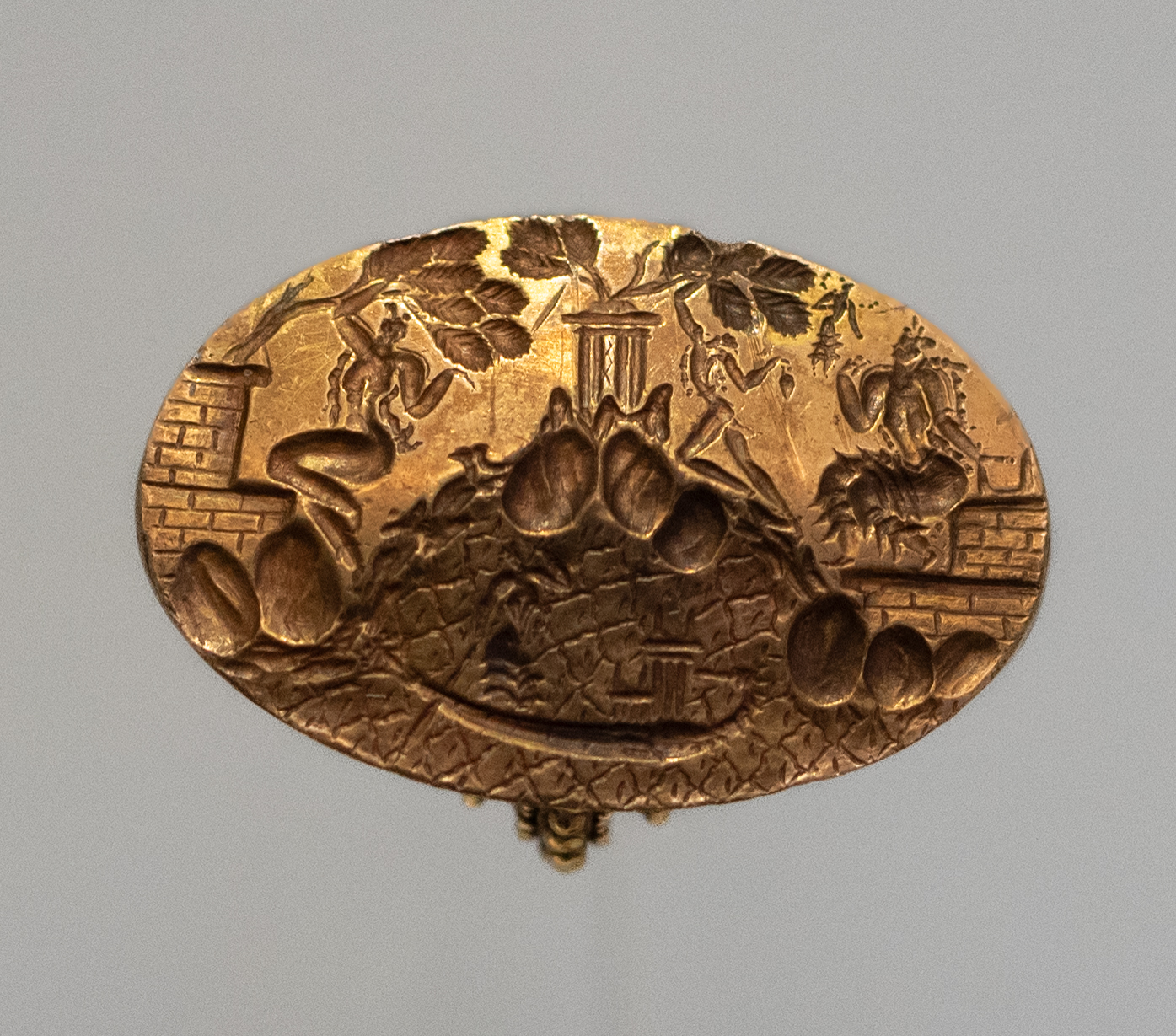
Tzw. Pierścień króla Minosa (1500-1400 p.n.e.)
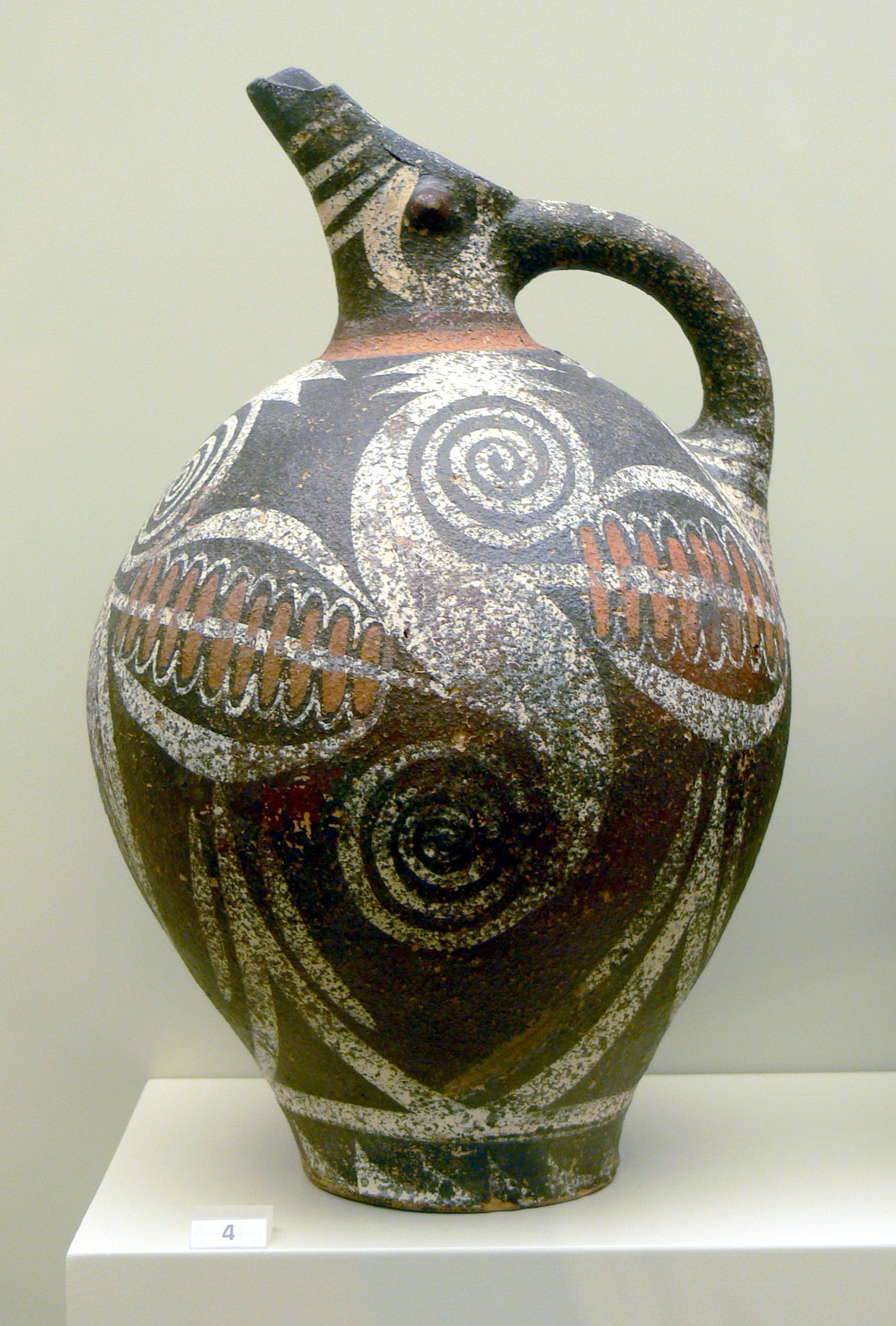
Dzban z pierwszego pałacu w Fajstos, ceramika Kamares, ok. 1800 p.n.e.
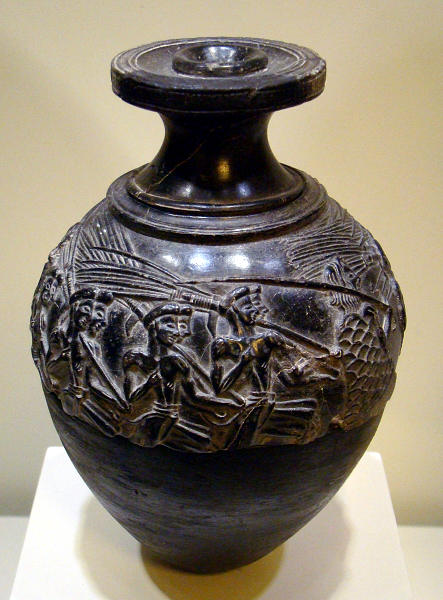
Waza Żeńców, ruiny willi Hagia Triada (ok. 1550–1500 p.n.e.) – sala VII